# Lonah Chemtai Salpeter
Lonah Chemtai Salpeter (née le 12 décembre 1988) est une athlète kényane naturalisée israélienne, spécialiste des courses de fond, championne d'Europe sur 10 000 m en 2018 à Berlin.

## Biographie
D'origine Kalenjin, Lonah Chemtai naît en 1988 au Kenya. En 2008, elle s'installe en Israël et exerce la profession d'assistante maternelle pour les enfants de l'ambassadeur du Kenya en Israël. Elle se marie en 2014 avec Dan Salpeter, son entraîneur.
Naturalisée israélienne en 2016, elle est sélectionnée dans l'équipe d'Israël aux Jeux de 2016, à Rio de Janeiro : elle participe à l'épreuve du marathon mais abandonne après le 30e kilomètre.
Elle se classe 9e de la Coupe d'Europe du 10 000 mètres 2017 et 41e du marathon des championnats du monde 2017.
Douzième des championnats du monde de semi-marathon en mars 2018 à Valence en Espagne, elle remporte le 19 mai 2018 le titre individuel de la coupe d'Europe du 10 000 mètres, à Londres, en portant son record personnel à 31 min 33 s 03, meilleure performance mondiale de l'année et record national.
Le 8 août 2018, elle devient la première israélienne à remporter une médaille d'or aux championnats d'Europe d'athlétisme : dans le stade olympique de Berlin, elle remporte le  titre européen du 10 000 m en 31 min 43 s 29, devant la Néerlandaise Susan Krumins (31 min 52 s 55) et la Suédoise Meraf Bahta (32 min 19 s 34). Trois jours plus tard, lors du 5 000 m, elle se trompe sur le nombre de tours de piste. Pensant avoir franchi la ligne d'arrivée et pris la deuxième place de la course, elle commence à ralentir avant de se rendre compte qu'il reste encore un tour. Reprenant la course, elle ne peut rattraper les autres concurrentes et finit au pied du podium, puis finalement déclassée pour avoir franchi une ligne au moment du départ.

## Palmarès
| Date | Compétition                            | Lieu           | Résultat | Épreuve       | Temps           |
| ---- | -------------------------------------- | -------------- | -------- | ------------- | --------------- |
| 2016 | Championnats d'Europe                  | Amsterdam      | 40e      | Semi-marathon | 1 h 15 min 22 s |
| 2016 | Jeux olympiques                        | Rio de Janeiro | —        | Marathon      | DNF             |
| 2016 | Marathon de Berlin                     | Berlin         | 11e      | Marathon      | 2 h 40 min 16 s |
| 2017 | Coupe d'Europe du 10 000 m             | Minsk          | 8e       | 10 000 m      | 33 min 20 s 16  |
| 2017 | Championnats d'Europe par équipes      | Tel Aviv       | 5e       | 3 000 m       | 9 min 26 s 44   |
| 2017 | Championnats d'Europe par équipes      | Tel Aviv       | 2e       | 5 000 m       | 16 min 19 s 90  |
| 2017 | Championnats du monde                  | Londres        | 40e      | Marathon      | 2 h 40 min 22 s |
| 2018 | Championnats du monde de semi-marathon | Valence        | 12e      | Semi-marathon | 1 h 08 min 58 s |
| 2018 | Coupe d'Europe du 10 000 m             | Londres        | 1re      | 10 000 m      | 31 min 33 s 03  |
| 2018 | Championnats d'Europe                  | Berlin         | —        | 5 000 m       | DQ              |
| 2018 | Championnats d'Europe                  | Berlin         | 1re      | 10 000 m      | 31 min 43 s 29  |
| 2018 | Semi-marathon de Lisbonne              | Lisbonne       | 2e       | Semi-marathon | 1 h 07 min 55 s |
| 2018 | Marathon de Florence                   | Florence       | 1re      | Marathon      | 2 h 24 min 17 s |
| 2019 | Semi-marathon Rome-Ostie               | Ostie          | 1re      | Semi-marathon | 1 h 06 min 40 s |
| 2019 | Semi-marathon de Prague                | Prague         | 2e       | Semi-marathon | 1 h 06 min 13 s |
| 2019 | Coupe d'Europe du 10 000 m             | Londres        | 2e       | 10 000 m      | 31 min 15 s 78  |
| 2021 | Jeux olympiques                        | Tokyo          | 66e      | Marathon      | 2 h 48 min 31 s |
| 2022 | Championnats du monde                  | Eugene         | 3e       | Marathon      | 2 h 20 min 18 s |
| 2022 | Championnats d'Europe                  | Munich         | 3e       | 10 000 m      | 30 min 46 s 37  |
| 2024 | Jeux olympiques                        | Paris          | 9e       | Marathon      | 2 h 26 min 8 s  |

## Records
| Épreuve       | Temps                | Lieu       | Date            |
| ------------- | -------------------- | ---------- | --------------- |
| 3 000 m       | 8 min 42 s 88 (NR)   | Birmingham | 18 août 2018    |
| 5 000 m       | 14 min 59 s 02       | Londres    | 21 juillet 2019 |
| 10 000 m      | 30 min 46 s 37(NR)   | Munich     | 15 août 2022    |
| Semi-marathon | 1 h 06 s 13 s (NR)   | Prague     | 6 avril 2019    |
| Marathon      | 2 h 17 min 45 s (NR) | Tokyo      | 1er mars 2020   |